# 2002年度新城勁爆頒獎禮得獎名單
新城勁爆頒獎禮2002的主題為「號召勁爆音樂 帶動樂壇脈搏」，於2002年12月29日頒發。

## 新城勁爆歌曲
- 好心分手（盧巧音）
- 明年今日（陳奕迅）
- 爭氣（容祖兒）
- 抱抱（容祖兒）
- 戀愛天過天（Twins）
- 有福氣（陳慧琳）
- 高妹（李克勤）
- 天使藍（何韻詩）
- 羅馬（許志安）
- 我發誓以後（蘇永康）
- I Believe（葉文輝）
- Victory（李克勤）
- 愛不釋手（李克勤）
- 有幾壞（陳冠希）
- 人來人往（陳奕迅）
- 女人之苦（許志安）
- 上一次流淚（鄭秀文）
- 閃靈（楊千嬅）
- 我們的永遠（梁詠琪）
- 天生天養（劉德華）
- 傷逝（葉倩文）

## 新城勁爆年度歌曲
- 明年今日（陳奕迅）
- 好心分手（盧巧音）

## 新城勁爆K歌
- 好心分手（盧巧音）

## 新城勁爆合唱歌
- 時光中飛舞（陳文媛，李蘢怡）

## 新城勁爆創作歌手
- 梁詠琪

## 四台聯頒卓越表現大獎
- 金：Twins
- 銀：何韻詩
- 銅：陳冠希

## 新城勁爆男歌手（排分不分先後）
- 李克勤
- 陳奕迅
- 劉德華

## 新城勁爆女歌手（排分不分先後）
- 容祖兒
- 楊千嬅
- 梁詠琪

## 新城勁爆組合
- Twins

## 新城全球勁爆歌手
- 許志安
- 陳慧琳
- 劉德華

## 新城全球勁爆舞台
- 陳慧琳

## 新城全球勁爆歌曲
- 傷逝（葉蒨文）

## 新城勁爆亞洲男歌手
- 劉德華

## 新城勁爆亞洲女歌手
- 陳慧琳

## 新城勁爆新登場海外歌手
- 胡彥斌
- 吳建豪
- 周渝民

## 新城勁爆新登場組合
- EO2
- E-kids
- Cookies

## 新城勁爆新人王組合
- Shine

## 新城勁爆新登場女歌手
- 陳見飛
- 趙頌茹
- 關心妍

## 新城勁爆女新人王
- 鄭希怡

## 新城勁爆新登場男歌手
- 余文樂
- 葉文輝
- 蕭正楠

## 新城勁爆男新人王
- 麥浚龍

## 新城勁爆銷量大碟
- 美麗的一天（劉德華）

## 新城勁爆人氣歌手
- Twins
- 陳曉東

## 新城勁爆國語歌手
- 任賢齊
- 莫文蔚
- F4

## 新城勁爆國語歌曲
- 愛（莫文蔚）
- 回到過去（周杰倫）
- 流星雨（F4）